# Hàng không năm 1900
Đây là danh sách các sự kiện hàng không nổi bật xảy ra trong năm 1900:

## Các sự kiện
- Wilhelm Kress phát triển cần điều khiển cho máy bay.

### Tháng 7
- 2 tháng 7 - Bá tước Ferdinand von Zeppelin bay trên chiếc khí cầu cứng đầu tiên, LZ1 Zeppelin từ Lake Constance, Friedrichshafen. Nó mang theo 5 hành khách trên không 20 phút.

### Tháng 9
- Anh em nhà Wright bay trên mô hình "No. 1" của họ, đầu tiên là một cái diều, sau đó nó lại giống một cái tàu lượn.